# Dimal
Dimal is een gemeente met de status van bashki in de Albanese prefectuur Berat. De gemeente is in 2015 ontstaan bij de gemeentelijke herindeling van Albanië van 2015 door de fusie van de gemeenten Cukalat, Kutalli, Poshnjë en Ura Vajgurore. Ura Vajgurore werd de hoofdplaats van de fusiegemeente.

## Bestuurlijke indeling
Administratieve componenten (njësitë administrative përbërëse) na de gemeentelijke herinrichting van 2015 (inwoners tijdens de census 2011 tussen haakjes):
Cukalat (3045) • Kutalli (9643) • Poshnje (7375) • Ura Vajgurore (7232).
De gemeente omvat verder nog de plaatsen Agim, Allambres, Arrëz, Banaj, Bistrovicë, Çetë, Çiflik, Donofrosë, Drenovicë, Gajdë, Goriçan Çlirim, Goriçan Qendër, Hingë, Konisbaltë, Krotinë, Kuç, Malas Breg, Malas Gropë, Pashalli, Pobrat, Polizhan, Protoduar, Rërëz, Samaticë, Sheq Gajdë, Skrevan, Slanicë, Sqepur, Syzez en Vokopolë.

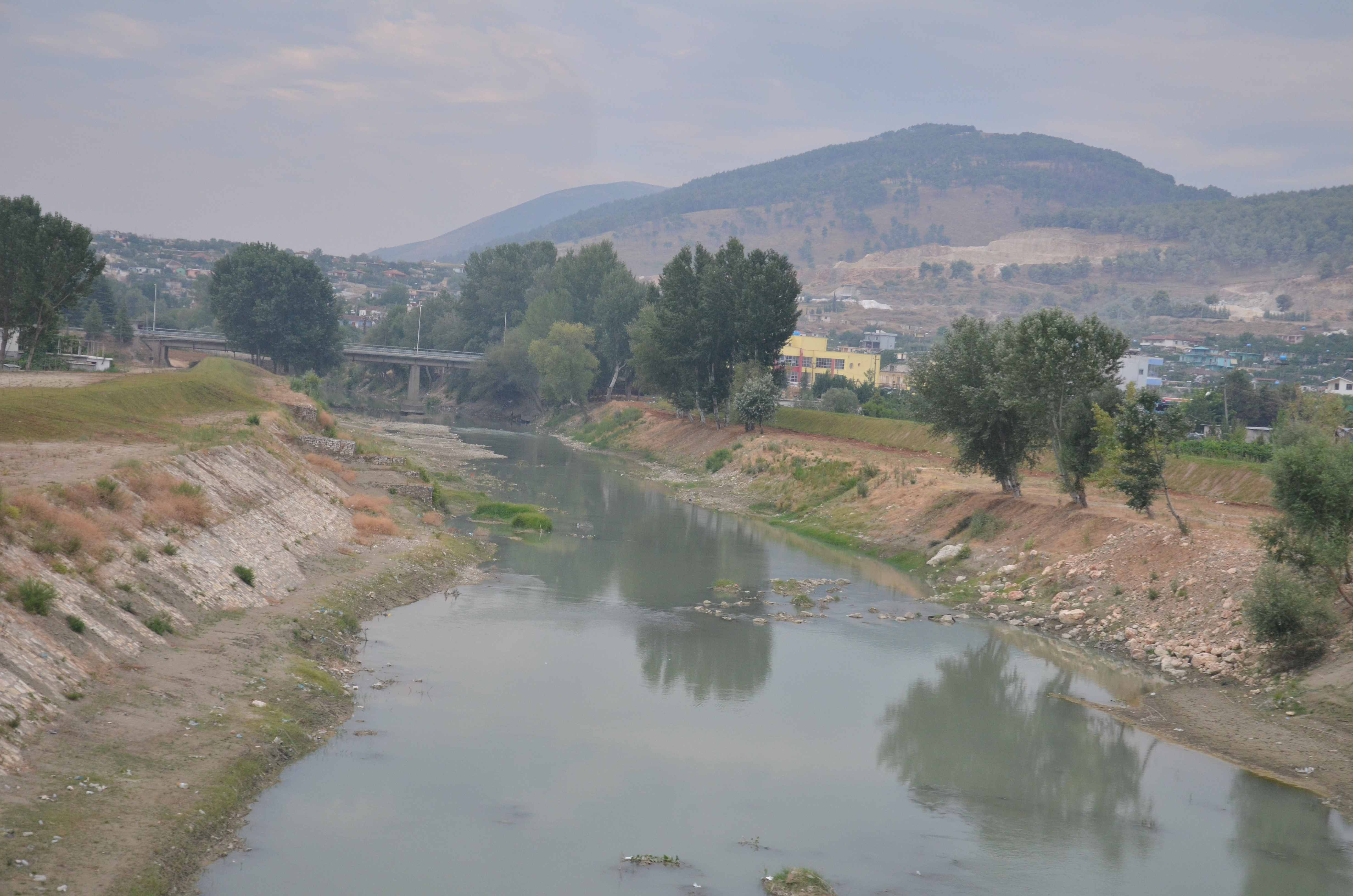
De rivier de Osum nabij Ura Vajgurore.

Belsh · Berat · Bulqizë · Cërrik · Delvinë · Devoll · Dibër · Dimal · Divjakë · Dropull · Durrës · Elbasan · Fier · Finiq · Fushë-Arrëz · Gjirokastër · Gramsh · Has · Himarë · Kamëz · Kavajë · Këlcyrë · Klos · Kolonjë · Konispol · Korçë · Krujë · Kuçovë  · Kukës · Kurbin · Lezhë · Libohovë · Librazhd · Lushnjë · Malësi e Madhe · Maliq · Mallakastër · Mat · Memaliaj · Mirditë · Patos · Peqin  · Përmet · Pogradec · Poliçan · Prrenjas · Pukë · Pustec · Roskovec · Rrogozhinë · Sarandë · Selenicë · Shijak · Shkodër · Skrapar · Tepelenë · Tirana · Tropojë · Vau i Dejës · Vlorë · Vorë

Deelgemeenten · Gemeenten · Prefecturen